# Bradiopsylla echidnae
Espèce
Bradiopsylla echidnae est une espèce d'insectes siphonaptères de la famille des Pygiopsyllidae. Cet insecte est considéré comme la plus grosse puce au monde[réf. nécessaire]. Elle parasite l'échidné à nez court. Elle peut atteindre 4 millimètres de long.